# فاطمة بتاسيك
فاطمة بتاسيك (بالإنجليزية: Fátima Ptacek)‏ ممثلة أمريكية، ولدت في 20 أغسطس 2000 في الولايات المتحدة، بدأت مشوارها الفني عام 2007.

## روابط خارجية
- فاطمة بتاسيك على موقع IMDb (الإنجليزية)
- فاطمة بتاسيك على موقع ألو سيني (الفرنسية)
- فاطمة بتاسيك على موقع أول موفي (الإنجليزية)
- فاطمة بتاسيك على موقع قاعدة بيانات الأفلام السويدية (السويدية)
- فاطمة بتاسيك على موقع قاعدة بيانات الفيلم (الإنجليزية)
- فاطمة بتاسيك على موقع كينوبويسك (الروسية)